# Jet Geyser
De Jet Geyser is een conusgeiser in het Lower Geyser Basin dat onderdeel uitmaakt van het Nationaal Park Yellowstone in de Verenigde Staten. De geiser maakt deel uit van de Fountain Group, waar onder andere de Fountain Geyser deel van uitmaakt.
De geiser heeft regelmatig erupties, maar is niet erg voorspelbaar. De erupties vinden namelijk tussen de 7 en 30 minuten plaats. De geiser is wel onder invloed van de nabijgelegen Fountain Geyser, doordat de activiteit toeneemt als de Fountain Geyser eveneens actief is. Het water wordt tot een hoogte van 6,1 meter de lucht in gespoten.